# ナンディーニョ・アンドラーデ
ナンディーニョ（Nandinho）こと、フェルナンド・ガブリエル・シルヴァ・アンドラーデ（Fernando Gabriel Silva Andrade 、1996年11月7日 - ）は、ポルトガル・サンタ・マリア・ダ・フェイラ出身のプロサッカー選手。ポジションは、ディフェンダー（レフトバック）。

## 来歴
2015年8月2日、タッサ・ダ・リーガのスポルティング・コヴィリャン戦でプロデビューを果たした。